# Kaplica św. Józefa Oblubieńca Najświętszej Maryi Panny w Wilkowie
Kaplica św. Józefa Oblubieńca Najświętszej Maryi Panny – rzymskokatolicka kaplica pogrzebowa w miejscowości Wilków. Świątynia należy do parafii św. Mikołaja w Wilkowie, w dekanacie Namysłów zachód, archidiecezji wrocławskiej. Kaplica usytuowana jest na terenie cmentarza parafialnego.  